# Gundiás (Nogueira de Ramuín)
Gundiás es una entidad de población situada en la parroquia de Campo, del municipio español de Nogueira de Ramuín, en la provincia de Orense, Galicia.

## Localización
Se encuentra ubicada a 14 kilómetros al noreste de la ciudad gallega de Orense.

## Historia
La localidad es conocida por ser el sitio donde nació el industrial español Eduardo Barreiros.

## Demografía
La entidad de población de  Gundiás no consta ni en la base de datos del Instituto Nacional de Estadística español ni en la del Instituto Gallego de Estadística por lo que se desconocen los datos demográficos de la misma.